# Kosterní dřeviny
Kosterní neboli cílové dřeviny vytvářejí kostru kompozice. Měly by ji dlouhodobě podržet, protože celá kompozice na nich stojí. Propojují zahradu s krajinou a udělují celkové kompozici určitý řád a ráz. Jako kosterní dřeviny se používají rostliny dlouhověké, potřebného vzhledu, odolné vůči chorobám a škůdcům a vhodné pro podmínky daného stanoviště.